# Ringmusseron
Ringmusseron (Tricholoma cingulatum) är en svampart som först beskrevs av Almfelt, och fick sitt nu gällande namn av Jacobashch 1890. Ringmusseron ingår i släktet musseroner och familjen Tricholomataceae.  Arten är reproducerande i Sverige. Inga underarter finns listade i Catalogue of Life.

## Bildgalleri

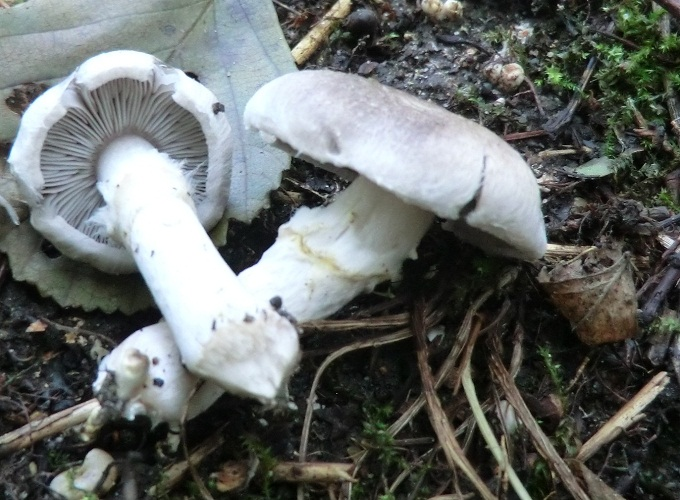
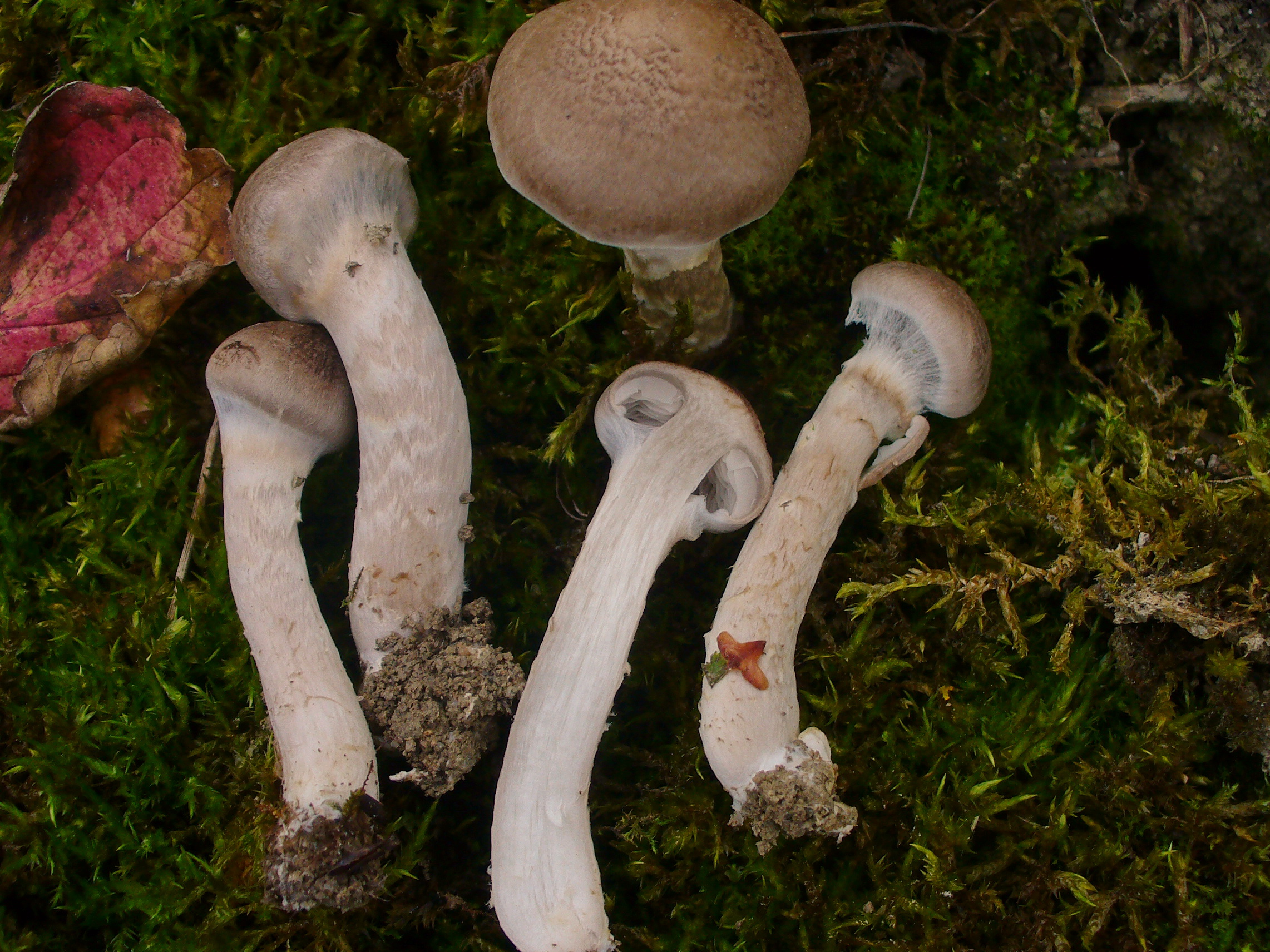
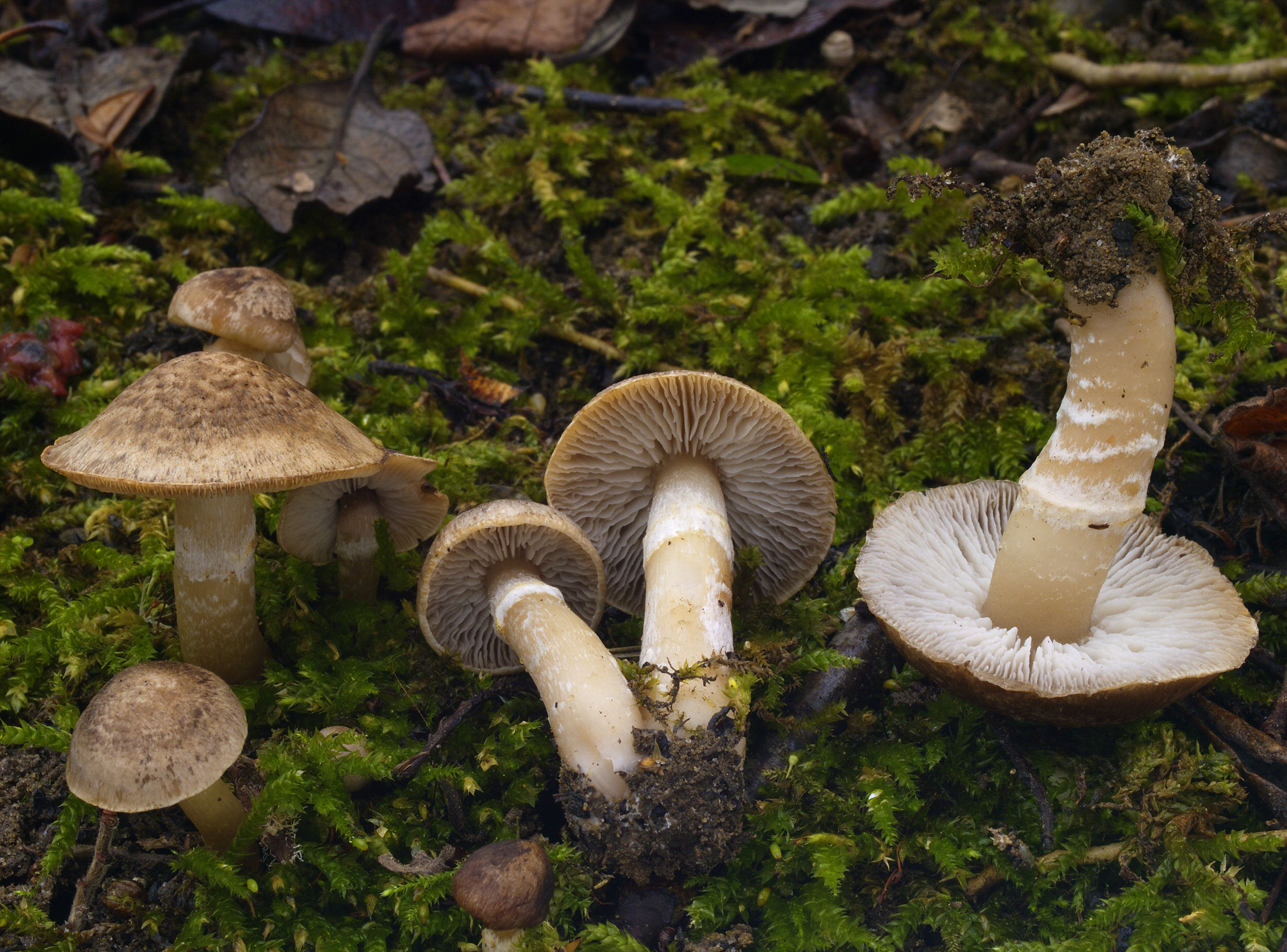